# Estación Martínez Gaytán
Estación Martínez Gaytán es una localidad del municipio de Huimanguillo ubicado en la subregión de la Chontalpa del estado mexicano de Tabasco.

## Geografía
La localidad de Estación Martínez Gaytán se sitúa en las coordenadas geográficas 17°45′24″N 93°46′42″O / 17.756667, -93.778333, a una elevación de 19 metros sobre el nivel del mar.

## Demografía
Según el Conteo de Población y Vivienda 2020, efectuado por el Instituto Nacional de Estadística y Geografía, la localidad de Estación Martínez Gaytán tiene 86 habitantes, de los cuales 46 son del sexo masculino y 40 del sexo femenino. Su tasa de fecundidad es de 2.65 hijos por mujer y tiene 24 viviendas particulares habitadas.
| Gráfica de evolución demográfica de Estación Martínez Gaytán entre 1980 y 2020 |
|                                                                                |
| INEGI.                                                                         |